# Чумбурідзе Георгій Окропирович
Георгій Окропирович Чумбурідзе (нар. 1912) — грузинський футболіст, захисник. Майстер спорту.

## Спортивна кар'єра
Виступав за футбольну команду Закавказького індустріального інституту. Своєю грою привернув увагу керівництва тбіліського «Динамо», до складу якого приєднався 1937 року. У першому сезоні був гравцем основного складу захисної ланки, у парі з Шотою Шавгулідзе. Грав у фіналі кубка СРСР проти московського «Динамо» (поразка 2:5).
Наступного року грузинський клуб грав за новою тактичною схемою «дубль-ве», з трьома оборонцями. Гравцями основи були Шота Шавгулідзе, Борис Фролов і Арчіл Кікнадзе, а Георгій Чумбурідзе провів лише 12 з 25 лігових поєдинків. У цьому сезоні 14 гравців «Динамо», у тому числі і Чумбурідзе, отримали звання «Майстер спорту».
1939 року захищав кольори тбіліського «Локомотива». Турнір у групі «Б» «залізничники» завершили на другому місці і здобули путівку до ліги найсильніших. Георгій Чумбурідзе був гравцем основного складу (провів 16 з 22 матчів). У незавершенній першості 1941 року виступав за харківський «Спартак». Його партнерами по лінії захисту в українській команді були Василь Іванов і Олександр Шевцов.
Діяльність на посаді головного тренера почав у «Спартаку» із Нальчика (1952 рік). Очолював команди класу «Б»: «Локомотив» із Кутаїсі — шосте місце в 1957 році і «Спартак» (Нальчик) — одинадцяте місце в 1960 році. 1961 року був наставником команди «Металург» (Тирниауз).

## Досягнення
- Фіналіст кубка СРСР (1): 1937

## Статистика
Статистика виступів в офіційних матчах:
| Сезон             | Команда               | Чемпіонат | Чемпіонат | Чемпіонат | Кубок | Кубок |
| Сезон             | Команда               | Ліга      | Ігри      | Голи      | Ігри  | Голи  |
| ----------------- | --------------------- | --------- | --------- | --------- | ----- | ----- |
| 1937              | «Динамо» (Тбілісі)    | Д-1       | 15        | 0         | 5     | 0     |
| 1938              | «Динамо» (Тбілісі)    | Д-1       | 12        | 0         | 4     | 0     |
| 1939              | «Локомотив» (Тбілісі) | Д-2       | 16        | 0         |       |       |
| 1941              | «Спартак» (Харків)    | Д-1       | 4         | 0         | —     | —     |
| Усього за кар'єру | Усього за кар'єру     | Д-1       | 31        | 0         | 9     | 0     |
| Усього за кар'єру | Усього за кар'єру     | Д-2       | 16        | 0         | 9     | 0     |